# محمد حدو الشيكر
محمد حدو الشيكر، (1932 - 15 فبراير 2022) سياسي مغربي.

## حياته
وُلِد محمد حدو الشيكر بنواحي مدينة الخميسات حيث كان والده يدرس القرآن الكريم والعلوم الدينية كما تقلد عدة مناصب وزارية وكان من مؤسسي حزب الاحرار إلى جانب أحمد عصمان. كما كان مولعا بالعلم والمعرفة وقد نال درجة الدكتوراه حول أدب الجاحظ.

## مناصب
شغل منصب وزير الداخلية في الحكومة المغربية في الفترة (1975-1977)، وهو أحد مؤسسي حزب التجمع الوطني للأحرار. وانتخب نائبًا برلمانيًا في أول برلمان مغربي سنة 1963. وفي سنة 1970 انتخب عضوًا بمجلس النواب مُمثلاً لمدينة خريبكة. كما تولى ما بين 1964 و1977 عدة حقائب وزارية من بينها:
في حكومة باحنيني
- كاتب الدولة المكلف بالإعلام والسياحة والفنون الجميلة والصناعة التقليدية من 13 نونبر 1963 إلى 20 غشت 1964.
- وزير البريد والمواصلات السلكية واللاسلكية من 20 غشت 1964 إلى 8 نونبر 1965.

وزير البريد والمواصلات السلكية واللاسلكية من 8 يونيو 1965 إلى 11 نونبر 1967 في حكومة الحسن الثاني الرابعة.
وزير الدفاع الوطني من 6 يوليوز 1967 إلى 4 غشت 1971 في حكومة بنهيمة/العراقي.
في حكومة العمراني
- وزير التعليم الابتدائي من 4 غشت 1971 إلى 5 أبريل 1972.

في حكومة عصمان
- وزير التربية الوطنية من 20 نونبر 1972 إلى 11 مارس 1973.
- وزير الداخلية من:11 مارس 1973 إلى 10 أكتوبر 1977.
- وزير مكلف بالعلاقات مع البرلمان من 10 أكتوبر 1977 إلى 27 مارس 1979.[6]

في حكومة بوعبيد الأولى
وزير مكلف بالعلاقات مع البرلمان من 27 مارس 1979 إلى 5 أكتوبر 1981.

## وفاته
توفي يوم الثلاثاء 15 فبراير 2022، بإحدى المصحات بالعاصمة المغربية الرباط، عن عمر ناهز التسعين.